# Біляль Аг Ашеріф
Біляль Аг Ашеріф (Шеріф) (фр. Bilal Ag Acherif) — туарезький політичний та військовий діяч, президент Азаваду (2012), генеральний секретар Національного руху за визволення Азаваду в 2011—2024 та лідер Фронту визволення Азаваду з 2024.

## Біографія
Біляль народився у 1977 році в регіоні Кідаль, що на північному сході Малі. У 1993 виїхав до Лівії, де вивчав політологію. 2010 року повернувся до Малі, вільно володіючи арабською та англійською мовами.

### Війна в Малі
Напередодні туарезького повстання 2012 року, став одним із засновників та генеральним секретарем Національного руху за визволення Азаваду (MNLA). Лівійське минуле Біляля сприяло його відносинам із лідером військового крила MNLA Мохамедом Аг Наджимом, який також тривалий час прожив у Лівії. 
Протягом січня — березня 2012 повстанці MNLA установили контроль над значною частиною азавадського регіону, включно з найбільшими його містами Кідаль, Гао та Тімбукту. 6 квітня, після первинного успіху повстання, Біляль аг Ашеріф проголосив незалежність Азаваду від Малі та став правителем невизнаної держави.

26 травня у Гао підписав угоду про об'єднання MNLA із союзним ісламістським угрупованням Ансар-ад-Дін, однак незабаром союз розпався. 
Наприкінці червня 2012 брав участь у обороні Гао від ісламістів Аль-Каїди та Руху за єдність і джихад у Західній Африці, був поранений та евакуйований на лікування до столиці Буркіна-Фасо Уагадугу.

18 червня 2013, після 11 днів переговорів, Біляль Аг Ашеріф в Уагадугу підписав угоду з малійською владою про припинення вогню, проте уже 17 травня 2014 угоду порушено під час спроби Малі повернути контроль над Кідалем.

30 листопада 2024 під час зустрічі представників коаліції CSP-DPA у Тінзаватені, Біляль Аг Ашеріф підписав від імені MNLA документ про заснування Фронту визволення Азаваду та був призначений генеральним секретарем нового об'єднання.